# Florian Janits
Florian Janits (Steinberg-Dörfl, 21 januari 1998) is een Oostenrijks autocoureur.

## Carrière
Janits begon zijn autosportcarrière in 2007 in het karting, waarin hij tot 2013 actief bleef. In 2013 maakte hij de overstap naar het formuleracing en reed hij in de Formule Renault 1.6 NEC in het raceweekend op het Circuit Park Zandvoort voor het team Walter Lechner Racing en werd zevende en tiende. In 2014 reed hij een volledig seizoen in dit kampioenschap en werd achter Anton de Pasquale en Ralf Aron derde met overwinningen op Zandvoort en het Circuit Zolder.
In 2015 maakte Janits zijn Formule 4-debuut in het nieuwe ADAC Formule 4-kampioenschap voor Lechner. Hij reed in slechts vier van de acht raceweekenden en behaalde geen punten, met een twaalfde plaats op Spa-Francorchamps als zijn beste resultaat.
In 2016 had Janits geen vast racezitje, maar maakte wel zijn debuut in de TCR International Series tijdens zijn thuisrace op de Salzburgring voor het team Liqui Moly Team Engstler in een Volkswagen Golf GTI TCR. Hij eindigde de races als negende en tiende.